# Адальберт Прусський
Адальберт Генріх Вільгельм Прусський (нім. Adalbert Heinrich Wilhelm von Preussen; 29 жовтня 1811, Берлін — 6 червня 1873, Карлсбад
) — прусський принц, військово-морський теоретик і адмірал, один з творців військово-морського флоту Німеччини. Син принца Вільгельма, двоюрідний брат короля та імператора Вільгельма I.

## Артилерійська служба
. Син принца Вільгельма, молодшого брата Фрідріха Вільгельма III та принцеси Марії Анни Гессен-Гомбурзької; двоюрідний брат короля та імператора Вільгельма I.
Служив в артилерії в 1832—1854 роках, у 1840 році отримав чин генерал-майора. У 1826 році принц відвідав Голландію, у 1832 році — Англію і Шотландію, в 1834 році — Петербург і Москву, в 1837 році — південну Росію, Туреччину, Грецію і Іонічні острови, в 1842 році — Бразилію. Спогади про останню подорож (нім. «Ans meinem Reisetagebuche 1842—43 г.») були видані у вигляді манускрипту в Берліні в 1847 році, а пізніше переведені на англійську мову.
24 червня 1834 року був нагороджений орденом Орден Андрія Первозванного. В червні 1843 року отримав чин генерал-інспектора прусської артилерії, в 1846 році — генерал-лейтенанта.

## Морська служба
Після видання своєї брошури Denkschrift über die Bildung einer deutschen Flotte (Потсдам, 1848 рік) призначений головою комісії морського міністерства і взяв діяльну участь в створенні німецького флоту. В 1849 році він став командиром берегової ескадри і 30 березня 1854 року отримав чин адмірала, де зайнявся особисто складом служби персоналу в новоствореному прусському адміралтействі і будівництві військової гавані в Ядебузі.
В серпні 1856 року вирушив у пробне плавання на корветі «Данциг» в Середземне море і оглядав береги Рифу, де в 1852 році було захоплено прусське торгове судно. Тут він висадився з 65 людьми біля мису Трефоркаса, але, був обстріляний піратами на неприступній місцевості, втративши багато людей і отримавши важке поранення, повернувся на корабель.
У 1861—1871 роках Адальберт був головнокомандувачем всього прусського флоту і зробив кілька плавань. Під час Данської війни 1864 року він командував Остзейской ескадрою. Під час Австро-прусської війни 1866 року був при головній квартирі 2-ї прусської армії — в битвах під Находом, Скаліцем, Швейншедлем, Кеніггрецем. З утворенням Північнонімецького союзу Адальберта призначили головнокомандувачем союзного флоту.
У Франко-прусській війні (1870 рік) північнонімецький флот не міг встояти проти ворога і був вчасно введений до Вільгельмсгафену, принц вирушив до Франції, де взяв участь у війні. Після укладення мирного договору Адальберт залишив посаду головнокомандувача флотом, але як генерал-інспектор продовжував піклуватися про його подальший розвиток.
Навесні 1873 року він оселився для лікування в Карлсбаді, де помер 6 червня 1873 року.

## Родина
Адальберт був у морганатичному шлюбі з балериною Терезою Ельслер, яка отримала від Фрідріха-Вільгельма IV звання баронеси фон Барні. Єдиний син Адальберта, барон Адальберт фон Барні, народився 25 квітня 1841 року. Через слабке здоров'я не міг служити на військовій службі і в 1859 році вирушив в супроводі доктора Гартмана подорожувати Єгиптом і Нубією, де помер від місцевої хвороби, яка перебігала з гарячкою 12 липня 1860. У 1882 році в Вільгельмсгафені йому було встановлено пам'ятник.

## Нагороди

### Прусське королівство
- Орден Чорного орла з ланцюгом
  - орден (29 жовтня 1921)
  - ланцюг (1829)
- Орден Червоного орла, великий хрест з дубовим листям і мечами на кільці
- Орден Корони (Пруссія) 1-го класу з мечами
- Королівський орден дому Гогенцоллернів, великий командорський хрест
- Князівський орден дому Гогенцоллернів, почесний хрест 1-го класу з мечами
- Pour le Mérite (31 липня 1866)
- Залізний хрест 2-го і 1-го класу
- Хрест «За вислугу років» (Пруссія)

### Ганноверське королівство
- Королівський гвельфський орден, великий хрест (1832)
- Орден Святого Георгія (Ганновер) (1847)

### Велике герцогство Гессенське
- Орден Людвіга, великий хрест (8 квітня 1941)
- Хрест «За військові заслуги» (Гессен)

### Баварське королівство
- Орден Святого Губерта (1849)
- Орден «За заслуги» (Баварія), великий хрест

### Велике Герцогство Баденське
- Орден Вірності (Баден) (1852)
- Орден Церінгенського лева, великий хрест (1852)

### Мекленбург
- Орден Вендської корони, великий хрест з короною в руді
- Хрест «За військові заслуги» (Мекленбург-Шверін) 2-го і 1-го класу
- Хрест «За заслуги у війні» (Мекленбург-Стреліц)

### Австрійська імперія
- Хрест «За військові заслуги» (Австро-Угорщина) 1-го класу з військовою відзнакою
- Королівський угорський орден Святого Стефана, великий хрест

### Російська імперія
- Орден Андрія Первозванного
- Орден Святого Олександра Невського
- Орден Білого Орла (Російська імперія)
- Орден Святої Анни 1-го ступеня
- Орден Святого Станіслава 1-го ступеня
- Орден Святого Георгія 4-го ступеня

### Інші країни
- Орден Заслуг герцога Петра-Фрідріха-Людвіга, великий хрест із золотою короною (21 серпня 1854)
- Орден Альберта Ведмедя, великий хрест (29 листопада 1854)
- Орден Вюртемберзької корони, великий хрест (1864)
- Орден Золотого Лева (Гессенське курфюрство)
- Орден Леопольда I, великий ланцюг (Бельгія)
- Орден Південного Хреста, великий хрест (Бразильська імперія)
- Орден Спасителя, великий хрест (Грецьке королівство)
- Медаль «За військові заслуги» (Ліппе)
- Орден Нідерландського Лева, великий хрест
- Орден Вежі й Меча, великий хрест (Португальське королівство)
- Орден Білого Сокола, великий хрест (Велике герцогство Саксен-Веймар-Айзенаське)

## Кораблі, названі на честь принца
- SMS Prinz Adalbert (1864) — перший прусський броненосець
- SMS Prinz Adalbert (1876) — броненосний корвет
- SMS Prinz Adalbert (1901) — броненосний крейсер